# Palazzo dell'INA a Sallustiano
Palazzo dell'INA a Sallustiano é um palácio localizado na confluência da Via Leonida Bissolati, a Via Sallustiana, onde está a entrada principal, e a Via Friuli, no rione Sallustiano de Roma.

## História
Este palácio foi construído entre 1923 e 1927 por Ugo Giovannozzi para o Istituto Nazionale Assicurazioni (INA), atual INA Assitalia. Trata-se de um edifício bastante grande com alguns elementos neobarrocos e de inspiração clássica que ocupa o terreno que pertencia à antiga Villa Massimo Colonna.
Em 2004, o palácio foi adquirido pela embaixada norte-americana em Roma, que já ocupava o vizinho Palazzo Margherita, do qual está separado pela estreita Via Friuli, por US$ 80 milhões, com o objetivo de abrigar no local diversos escritórios do complexo, que passou a ocupar um grande quadrilátero delimitado pela Via Vittorio Veneto, Via Boncompagni e a via Lucullo, além da própria Via Sallustiana. A Via Friuli foi fechada ao tráfego por motivos de segurança e passou a ser uma espécie de via interna da embaixada. 